# Howard Atwood Kelly

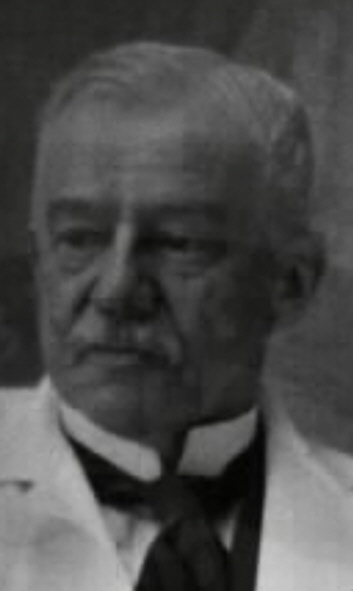
Howard Atwood Kelly, 1920

Howard Atwood Kelly (* 20. Februar 1858 in Camden, New Jersey; † 12. Januar 1943 in Baltimore) war ein US-amerikanischer Gynäkologe. Er gehörte zu den Großen Vier des Johns Hopkins Hospitals.
Kelly kam aus sehr ärmlichen Verhältnissen und seine Familie schaffte es nur mit Mühe, die Ausbildung der Kinder zu finanzieren. Trotz aller Mühe studierte er an der University of Pennsylvania Medizin, wo er im Jahr 1877 den Grad eines Bachelor of Arts erlangte. Nach seiner Promotion zum Doktor der Medizin im Jahr 1882 wurde er ab 1888 Dozent mit dem Spezialgebiet Geburtshilfe. Während seines Aufenthalts in  Philadelphia war er an der Gründung des Kensington Hospitals beteiligt. Sein Ruf als junger, dynamischer Arzt half ihm, eine Professur am neu gegründeten Johns Hopkins Hospital zu erhalten. Zusammen mit William Henry Welch, William Osler und William Stewart Halsted galt er als einer der Großen Vier. Zwischen 1889 und 1899 verlagerte Kelly den Schwerpunkt seiner Arbeit von Geburtshilfe und Gynäkologie zur reinen Gynäkologie. Hierbei entwickelte er zahlreiche neue Arbeitstechniken und galt als ein Pionier in der Strahlentherapie. Zudem konstruierte er für die Durchführung von Untersuchungen des Mastdarms 1895 ein Rektoskop.
Seine Arbeiten verschafften ihm weltweite Anerkennung. So wurde ihm von verschiedenen Universitäten Ehrendoktorwürden verliehen. Hierzu gehören die Universität Aberdeen sowie die Washington and Lee University.
Im Jahr 1907 wurde Kelly zum Präsidenten der Southern Surgical and Gynecological Society ernannt, ab 1912 Präsident der American Gynecological Society. Sein hervorragender Ruf verhalf ihm ebenfalls dazu, gewähltes Mitglied der Gynäkologischen Gesellschaften verschiedener europäischer Länder zu werden.
Kelly veröffentlichte mehr als 300 Artikel.